# Maria Hulp der Christenen

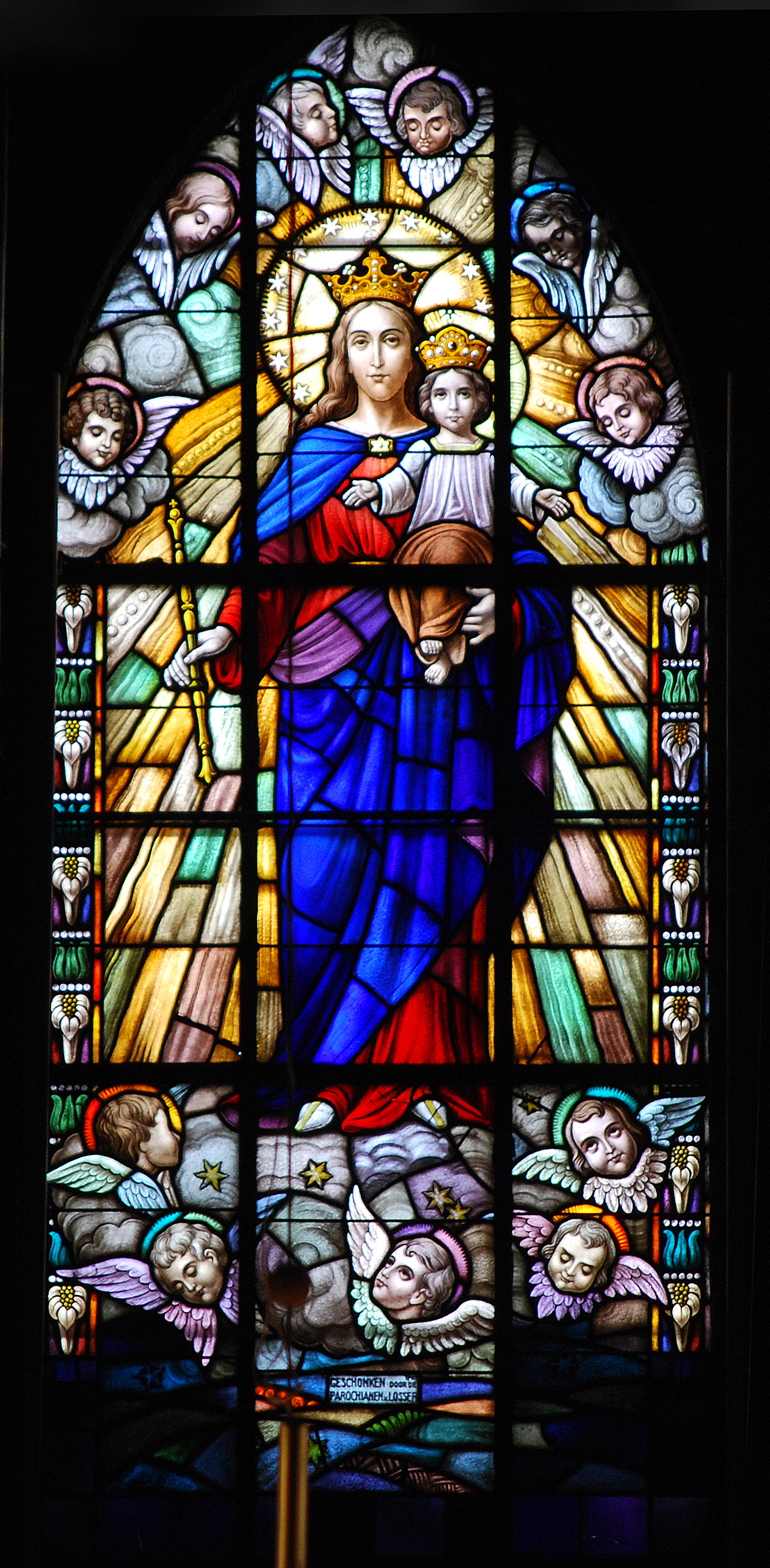
Glas-in-lood van Maria Hulp der Christenen door kunstschilder / glazenier Louis van den Essen, in de (voormalige) H.H.Theresia- en Don Boscokerk te Lauradorp.

Maria Hulp der Christenen (Latijn: Auxilium Christianorum) is een van de Mariatitels die in de Rooms-Katholieke Kerk worden gegeven aan de Heilige Maria en die voorkomen in de Litanie van Loreto.

## Geschiedenis
De oorsprong van deze Mariatitel gaat terug tot de 4e eeuw, toen Johannes Chrysostomus in een van zijn preken Maria aanduidde met boeteia (Grieks voor "hulp").
De populariteit van deze titel kreeg een impuls in 1571, toen de Slag bij Lepanto tegen de Turkse zeemacht werd gewonnen door een alliantie van enkele christelijke staten, de Heilige Liga geheten. Alhoewel het in feite een handelsoorlog was, werd er een religieuze betekenis aan gehecht. Ook Paus Pius V nam deel aan de Heilige Liga. Toen hij, kort na de zeeslag, het heiligdom van Loreto bezocht, sprak hij Maria in gebed aan als Hulp der Christenen, waarop deze titel in de Litanie van Loreto werd opgenomen.
Paus Pius VII, in 1808 gearresteerd door Napoleon Bonaparte, keerde op 24 mei 1814 in triomf terug naar Rome, en hij was het die de feestdag van Maria Hulp der Christenen op 24 mei instelde.
Het was Don Bosco die een bijzondere aandacht voor Maria Hulp der Christenen aan de dag legde. In 1868 werd in Valdocco bij Turijn een grote kerk ingewijd, de  Basiliek Maria Hulp der Christenen. Te Rome werd tussen 1931 en 1936 de Santa Maria Ausiliatrice in Via Tuscolana gebouwd, een eveneens aan Maria Hulp der Christenen gewijde kerk. Ook de in 1872 opgerichte vrouwelijke tak van de Salesianen van Don Bosco, de Dochters van Maria Hulp der Christenen, is naar deze Mariatitel vernoemd.

## Kerken
Voorbeelden van kerken gewijd aan Maria Hulp der Christenen zijn:
- Onze-Lieve-Vrouw Hulp der Christenenkerk in Stein
- Onze-Lieve-Vrouw-van-Bijstand-der-Christenenkerk in Sint-Niklaas
- Onze-Lieve-Vrouw Hulp der Christenenkerk in Nieuwenhagen, gebouwd in 1917 door architect Hubert van Groenendael.

## Externe bron
- Maria Hulp der Christenen bij rkk.nl (gearchiveerd)